# Cubanopyllus
Cubanopyllus is een geslacht van spinnen uit de familie bodemjachtspinnen (Gnaphosidae).

## Soorten
De volgende soorten zijn bij het geslacht ingedeeld:
- Cubanopyllus inconspicuus (Bryant, 1940)